# Eristalinus myiatropinus
Eristalinus myiatropinus är en tvåvingeart som först beskrevs av Speiser 1910.  Eristalinus myiatropinus ingår i släktet slamflugor, och familjen blomflugor. Inga underarter finns listade i Catalogue of Life.